# Vládci vesmíru
Vládci vesmíru (v originále Masters of the Universe, stylizováno jako Masters of the Universe: The Motion Picture) je americký superhrdinský film z roku 1987 založený na franšíze Masters of the Universe od Mattelu. Film režíroval Gary Goddard, produkovali Yoram Globus a Menahem Golan, scénář napsal David Odell. Hrají v něm Dolph Lundgren, Frank Langella, Jon Cypher, Chelsea Field, Billy Barty, Courteney Cox, Robert Duncan McNeill a Meg Foster. Film vypráví o dvou teenagerech, kteří se setkají s He-Manem, nejsilnějším mužem ve vesmíru, který cestuje na Zemi se svými přáteli, aby zastavili svého úhlavního nepřítele, zlého Skeletora, který se snaží získat kosmický klíč, jenž mu umožní ovládnout jejich domovskou planetu Eternii a celý vesmír.
Film byl v USA uveden do kin 7. srpna 1987. Propadl u kritiky i komerčně; vydělal 17 milionů dolarů při rozpočtu 22 milionů. V době uvedení se setkal s negativními recenzemi filmových kritiků, ale dnes je považován za kultovní film.

## Děj
Na planetě Eternia ovládne válečník Skeletor Hrad Grayskull, střed vesmírné moci. Uvězní Strážkyni hradu a plánuje ovládnout celý vesmír. He-Man, jeho spojenci Man-At-Arms, Teela a vynálezce Gwildor, který vytvořil zařízení zvané Kosmický klíč, se snaží situaci zvrátit. Při neúspěšném útoku jsou přinuceni uprchnout portálem na Zemi, kde ztratí klíč.
Klíč najdou teenageři Julie a Kevin a považují jej za hudební nástroj. Jejich aktivace signálu přiláká Skeletorovy poskoky na Zemi. He-Man dorazí a Julii zachrání. Po několika bitvách se klíč dostane zpět k Skeletorovi, He-Man se vzdá, aby ochránil přátele, a je zajat.
Na Zemi Kevin pomůže Gwildorovi klíč opravit a skupina se vrací na Eternii, kde He-Man porazí Skeletora v souboji a shodí ho do propasti. Čarodějka uzdraví Julii a detektiv Lubic se rozhodne zůstat na Eternii. Julie se probudí v minulosti a zabrání smrti svých rodičů. Skeletor v závěru přežívá.

## Obsazení
- Dolph Lundgren jako He-Man
- Frank Langella jako Skeletor
- Courteney Cox jako Julie Winston
- Barry Livingston jako Charlie
- James Tolkan jako detektiv Hugh Lubic
- Christina Pickles jako Čarodějka
- Meg Foster jako Evil-Lyn
- Chelsea Field jako Teela
- Jon Cypher jako Man-At-Arms
- Billy Barty jako Gwildor
- Robert Duncan McNeill jako Kevin Corrigan
- Anthony De Longis jako Blade
- Tony Carroll jako Beast Man
- Pons Maar jako Saurod
- Robert Towers jako Karg
- Peter Brooks jako vypravěč
- Richard Szponder jako Pigboy